# Bachihalli, Hassan
Bachihalli là một làng thuộc tehsil Hassan, huyện Hassan, bang Karnataka, Ấn Độ.